# NGC 2491
NGC 2491 (również PGC 22353) – galaktyka spiralna (S), znajdująca się w gwiazdozbiorze Małego Psa. Jest to najjaśniejsza galaktyka klastra.
Obiekt NGC 2491 odkrył Lewis A. Swift 15 listopada 1885 roku, jednak jego identyfikacja nie jest pewna ze względu na niedokładność podanych przez Swifta pozycji i opisu obiektu.